# Laura Pidcock
Laura Pidcock (née le 19 août 1987) est une femme politique du parti travailliste britannique qui est députée pour Durham Nord-Ouest de 2017 à 2019. Elle est la secrétaire d'État fantôme aux droits du travail dans le cabinet fantôme de Jeremy Corbyn en 2019.
Pidcock est élue au Comité exécutif national du Parti travailliste en novembre 2020.

## Jeunesse et carrière
Pidcock est née à North Shields, North Tyneside et grandit à New Hartley et Seaton Delaval, Northumberland. Ses parents sont tous deux actifs en politique. Sa mère Mary est assistante sociale tandis que son père Bernard est directeur de bureau qui siège au conseil du comté de Northumberland de 2008 jusqu'à sa mort en février 2019. À seulement 3 ans, Pidcock se souvient avoir assisté à des manifestations avec ses parents contre le Premier ministre de l'époque, Margaret Thatcher, et contre le système d'apartheid en Afrique du Sud. Pidcock déclare : « Dès mon plus jeune âge, on m'a appris à tout voir à travers une lentille politique et à travers une lentille de classe", et qu'à l'école, elle est connue comme "la politique" et "swot" ».
Elle étudie la politique à l'Université métropolitaine de Manchester et travaille comme travailleuse de soutien en santé mentale avant de travailler au sein de l'équipe éducative de l'association caritative antiraciste Show Racism the Red Card. Elle obtient une maîtrise en gestion des catastrophes et développement durable à l'Université de Northumbria en 2012, avec des recherches axées sur les institutions pour enfants en Bulgarie.
Pidcock est conseillère du quartier de Cramlington Eastfield au conseil du comté de Northumberland jusqu'à ce qu'elle perde son siège au profit du candidat du Parti conservateur aux élections locales britanniques de 2017.

## Carrière parlementaire
Quelques semaines seulement avant les élections générales au Royaume-Uni de 2017, Pidcock est sélectionnée comme candidate travailliste dans le nord-ouest de Durham, lorsque le député précédent, Pat Glass, annonce qu'il ne se représente pas.
Féministe elle déclare dans son discours inaugural que le Palais de Westminster datait « d'une époque où ma classe et mon sexe se seraient vu refuser une place, car on nous juge indignes ».
Le 12 janvier 2018, elle est nommée ministre fantôme des Affaires, de l'Énergie et de la Stratégie industrielle. Pidcock est ensuite nommée au Cabinet fantôme en tant que secrétaire d'État fantôme aux droits de l'emploi. Pidcock annonce lors du TUC 2019 que le prochain gouvernement travailliste créerait un ministère des Droits du travail pour « produire la plus grande extension des droits des travailleurs que notre pays ait jamais connue » pour offrir de meilleurs salaires, une plus grande sécurité et donner aux travailleurs plus de voix. sur la façon dont leurs lieux de travail sont gérés.
Présentée comme future chef de parti, Pidcock perd son siège aux élections générales de 2019. Le candidat gagnant, Richard Holden, a déclaré dans son discours d'acceptation qu'"elle représentait une branche du parti travailliste qui n'était pas dominante, ce qui n'était pas ce que les gens considéraient comme le travail traditionnel et c'est ce qui s'est passé ce soir". C'est la première fois que le siège n'est pas occupé par un député travailliste depuis sa création en 1950.
Pidcock s'identifie comme socialiste et soutient la politique du chef du parti Jeremy Corbyn. Fervente critique du Parti conservateur, elle déclare que « je vais au parlement pour être le porte-parole de mes électeurs et de ma classe ».

## Après le Parlement
Début 2020, elle dirige la campagne infructueuse de Richard Burgon pour être chef adjoint du Parti travailliste. La même année, Pidcock est nommée secrétaire nationale de l'Assemblée du peuple contre l'austérité,.
En novembre 2020, Pidcock est élue au Comité exécutif national du Parti travailliste.

## Vie privée
Le partenaire de Pidcock depuis 2015 est Daniel Kebede, un responsable du Syndicat national de l'éducation et socialiste qui a quitté le Parti travailliste. Ils ont un fils, né en juillet 2018.